# Bel-o-kan
Bel-o-kan est une fourmilière imaginaire, représentée comme une cité, inventée par Bernard Werber dans sa trilogie Les Fourmis. Bel-o-kan y est la principale cité de la puissante fédération des fourmis rousses de la forêt de Fontainebleau. Cette ville, symbole de la puissance de la civilisation fourmi est le théâtre de multiples transformations évolutionnistes, révolutionnaires et militaires.
Dans la fiction, Bel-o-kan se situe dans la forêt de Fontainebleau, à 6 kilomètres de la maison de Edmond Wells (située au 3 rue des Sybarites, 77300 Fontainebleau) léguée à son neveu Jonathan Wells. Bel-o-kan est une cité construite en cône, qui mesure un mètre de haut, possède 50 étages sous le sol ainsi que 50 étages au-dessus du sol, elle a été construite autour d'une souche de pin. Cette souche dont les tunnels furent creusés par les termites, fut conquise au bout de 1 000 ans de guerre contre ces dernières. C'est le cœur et la colonne vertébrale de la cité, elle est aussi appelée cité interdite, car elle contient la loge royale ainsi que des aliments précieux.
Bel-o-kan est la plus grande cité de la région et sa population est estimée à 18 millions d'individus au début du récit. Bel-o-kan est la cité mère d'une fédération fondée il y a 5 000 ans, et qui  contient 64 cités filles (65 avec l'annexion de Chli-pou-ni) reliées par un réseau de 120 km pistes creusées, 780 km de pistes odorantes, c'est la plus grande fédération de cette partie de la forêt de Fontainebleau. Bel-o-kan produit annuellement 50 litres de miellat de pucerons et 10 litres de miellat de cochenille ainsi que 4 kilogrammes de champignon agaric. Elle expulse 1 tonne de gravier tous les ans et compte plus de 120 kilomètres de couloirs praticables. Bel-o-kan s'étale sur une superficie de deux mètres carrés. C'est une cité complexe dans laquelle chaque étage a sa spécialisation et est traversé d’innombrables tunnels.

## Les différentes étapes de l'évolution de la fourmilière Bel-o-kan
1. Fourmilière principale très classique possédant un dôme fait de brindilles autour d'un tronc, de la jeune fédération des fourmis rousses (Formica Rufa) de Fontainebleau (Antérieur au récit).
2. Prise de contact d'une faction avec les humains réfugiés dans le temple de la cave de la maison d'Edmond Wells sous la fourmilière, création d'une police politique fourmis qui crée une deuxième ville plus petite et secrète sous Bel-o-kan (cité des fourmis à l'odeur d'eau de roche).
3. Incendie volontaire de la fourmilière par deux enfants humains, cité en partie détruite, la reine Belo-Kiu-Kiuni meurt dans l'incendie.
4. Nouvelle reine imposée par la guerre : Chli-Pou-Ni, alias 56e, une des innombrables filles de Belo-Kiu-Kiuni, détruit la police politique et la ville secrète de Bel-o-kan. Sous l'impulsion de la nouvelle reine la ville accélère sa modernisation sur tous les niveaux, notamment du point de vue militaire (à noter qu'aucune fourmi n'a de pouvoir politique supérieur à une autre, la reine est une citoyenne comme une autre même si elle est très influente sur l'opinion populaire). Rupture des contacts officiels avec les humains de la cave.
5. Lancement d'une grande croisade contre les Doigts (les humains) qui se solde par un énorme désastre (les humains ayant gagné la guerre sans même en connaître l'existence).
6. Sur les cendres de l'ancienne police politique un mouvement religieux (phénomène totalement nouveau) se crée et assassine la reine Chli-Pou-Ni. Les fourmis de Bel-o-kan, privées de leur reine, se dépêchent de former une nouvelle reine bien que ce ne soit pas encore la saison des reproductions des fourmis sexuées.
7. Une cité appelée Nouvelle Bel-o-kan est créée par la 24e fourmi, une déiste originaire de Bel-o-kan. Cette cité est en conflit avec le reste de la fédération et la cité de Bel-o-kan originelle. Cette nouvelle Bel-o-kan, cité d'un genre totalement nouveau est inter-espèces (uniquement des insectes) et vit en symbiose avec les fourmis appartenant au mouvement religieux. Il n'y a pas de reine pondeuse, les habitants étant des volontaires venant de toute la forêt.
8. La fédération des fourmis rousses entre en guerre contre la nouvelle Bel-o-kan. La fédération sera vaincue par une arme totalement nouvelle : le feu. Le mouvement religieux naissant sera exterminé par les fourmis proche de la pensée de la guerrière 103e après le refus des religieux de défendre leur cité.
9. Lancée d'une grande marche de la paix en direction de la civilisation humaine, cette marche de plusieurs millions de fourmis tua accidentellement (crise cardiaque) quelques humains et fut en grande partie décimée par ces derniers. La guerrière 103e est capturée.